# Upton (Quebec)

Upton é uma municipalidade no Condado de Acton, na província de Quebec, Canadá. 
Em fins de 2006, a população era de 2.014 habitantes.
|                      | Norte: Saint-Nazaire-d'Acton  |                                          |
| Oeste: Saint-Liboire | Upton                         | Leste: Saint-Théodore-d'Acton Acton Vale |
|                      | Sul: Saint-Valérien-de-Milton |                                          |